# Yu Lamei
Yu Lamei (Wafangdian, 15 de gener de 1983) és una esportista xinesa que va competir en piragüisme en la modalitat d'aigües tranquil·les, guanyadora de dues medalles al Campionat Mundial de Piragüisme els anys 2006 i 2007.
Va participar en dos Jocs Olímpics d'Estiu els anys 2008 i 2012, la seva millor actuació va ser un novè lloc assolit a Pequín 2008 en la prova de K4 500 m.

## Palmarès internacional
| Campionat del món | Campionat del món    | Campionat del món | Campionat del món |
| Any               | Lloc                 | Medalla           | Esdeveniment      |
| ----------------- | -------------------- | ----------------- | ----------------- |
| 2006              | Szeged ( Hongria)    | 3                 | K4 1000 m         |
| 2007              | Duisburg ( Alemanya) | 2                 | K4 1000 m         |